# Fındıklıkoyak, Göksun
Fındıklıkoyak là một xã thuộc huyện Göksun, tỉnh Kahramanmaraş, Thổ Nhĩ Kỳ. Dân số thời điểm năm 2010 là 589 người.